# Paul Budin
Paul Carl Budin (* 4. Dezember 1892 in Magdeburg; † 13. April 1945) war Generaldirektor der HASAG in Leipzig.

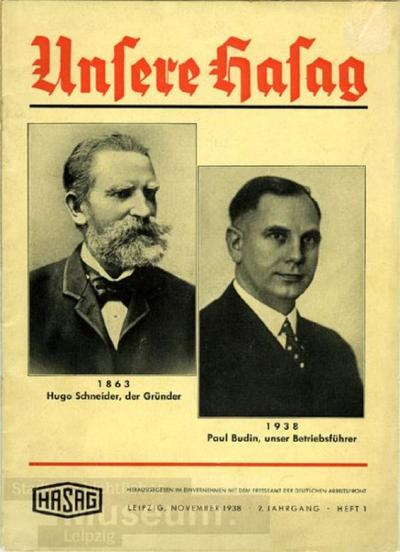
Generaldirektoren der HASAG

## Leben und Wirken
Budin wurde als Sohn des Gastwirts Carl Josef Budin und Caroline Marie Anna Budin, geborene Bohndorf, in der Wohnung seiner Eltern in der Rothekrebsstraße 10 in der Magdeburger Altstadt geboren und besuchte in seiner Geburtsstadt die Mittelschule.
Nach einer kaufmännischen Lehre in einer Magdeburger Maschinenfabrik arbeitete er während des Ersten Weltkriegs als Angestellter auf einer Kieler Werft sowie bei einem Unternehmen, welches Ausrüstung für U-Boote herstellte. Nachdem er nach Kriegsende den Abschluss der Oberrealschule nachgeholt hatte, studierte er ohne Abschluss Volkswirtschaft und Physik. Anschließend arbeitete Budin in Kiel für den Apparatebauer Neufeld & Kuhnke, bevor er Mitte der 1920er Jahre in Dresden eine Vertriebsfirma für Radiotechnik gründete. 1930 wurde er Direktor der Ahemo-Werkstätten, die in Berlin Radiogeräte herstellten. Im Oktober 1931 trat er in den Vorstand der HASAG ein und wurde ihr Generaldirektor 1935. Zum 1. Mai 1933 trat er in die NSDAP ein (Mitgliedsnummer 2.993.241). Jedoch wurde er 1934 wegen seiner Mitgliedschaft in einer Freimaurerloge in den Jahren 1926 bis 1933 aus der Partei ausgeschlossen. Die Wiederaufnahme in die NSDAP erfolgte im September 1938 nach einer Amnestieverfügung. Im August 1938 wurde er Untersturmführer der SS, 1942 SS-Obersturmbannführer (SS-Nummer 309.501). Er war ehrenamtlicher Mitarbeiter des Leipziger Sicherheitsdienstes (SD). Im November 1941 wurde er Sonderbeauftragter für die Rekrutierung von Zwangsarbeitern, 1942 Wehrwirtschaftsführer. Er gehörte dem Aufsichtsrat der Allgemeinen Deutschen Credit-Anstalt an. Vermutlich kam er 1945 bei der Sprengung des Hauptgebäudes der HASAG um. Seine Leiche wurde nie gefunden. In den 1950er Jahren wurde er mit dem Todesdatum 13. April 1945 für tot erklärt.